# Strzępiec obrębiasty

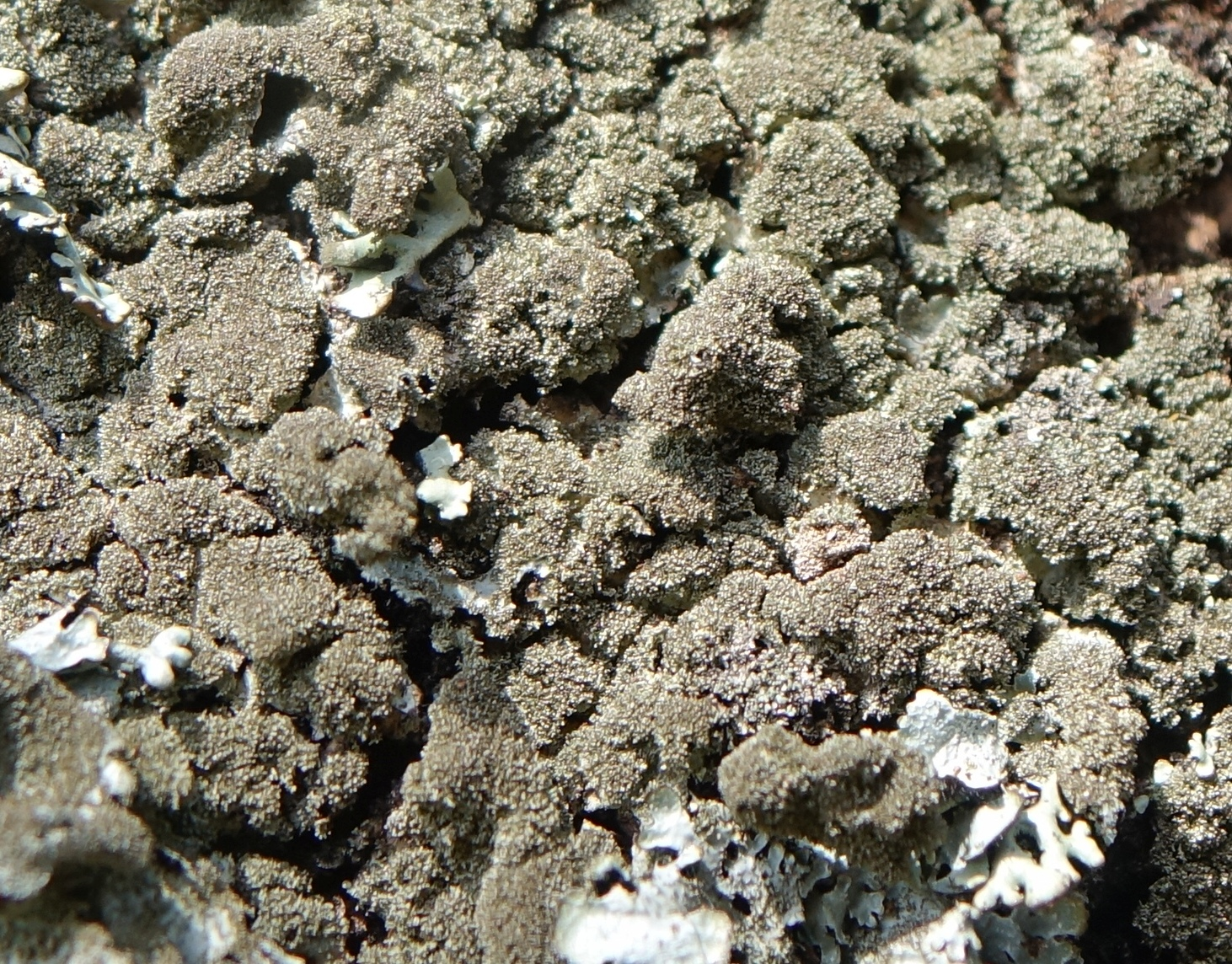

Strzępiec obrębiasty (Pannaria conoplea (Ach.) Bory) – gatunek grzybów należący do rodziny strzępcowatych (Pannariaceae). Ze względu na współżycie z glonami zaliczany jest do porostów.

## Systematyka i nazewnictwo
Pozycja w klasyfikacji według Index Fungorum: Pannariaceae, Peltigerales, Lecanoromycetidae, Lecanoromycetes, Pezizomycotina, Ascomycota, Fungi.
Po raz pierwszy takson ten zdiagnozował w roku 1810 Erik Acharius nadając mu nazwę Parmelia conoplea. Obecną, uznaną przez Index Fungorum nazwę nadał mu w roku 1828 Jean Baptiste Bory de Saint-Vincent, przenosząc go do rodzaju Pannaria.
Niektóre synonimy naukowe:

- Imbricaria conoplea (Ach.) DC. 1815
- Lichen conopleus Pers. 1810
- Pannaria rubiginosa var. conoplea (Ach.) Körb. 1855
- Parmelia conoplea Ach. 1810

Nazwa polska według Krytycznej listy porostów i grzybów naporostowych Polski.

## Morfologia
Listkowata lub łuskowata, zazwyczaj o nieregularnym kształcie, osiągająca rozmiar 2–3 cm. Listki o szerokości 4–5 mm i długości do 9 mm, zachodzące na siebie. Są głęboko wcięte i mają jaśniejsze brzegi. Powierzchnia błyszcząca, niebiesko- szara, gdy rośnie w środowisku zanieczyszczonym obumierając zmienia barwę na brązowawą. Na plesze liczne sorediopodobne zraziki, zwłaszcza w jej środkowej części, ale często zajmujące całą plechę. Kora pseudoparenchymatyczna, o grubości 40–50 μm. Obłocznia ma grubość 110–150 μm i jest bezbarwna, tylko w górnej części niebieska.
Reakcje barwne: plecha K-, C-, KC-, P + pomarańczowy. Kwasy porostowe: pannarin.
Apotecja występują rzadko. Mają średnicę do 1,5 mm i brązowe tarczki. Worki zgrubiałe, cylindryczne, 8-zarodnikowe. Askospory elipsoidalne, proste, bezbarwne, o rozmiarach 20-24 × 10–12 μm.

## Występowanie i siedlisko
Gatunek szeroko rozprzestrzeniony na kuli ziemskiej, poza Australią i Antarktydą występuje na wszystkich kontynentach, a także na wielu wyspach. W Europie na północy sięga po północne krańce Półwyspu Skandynawskiego, brak go jednak na Grenlandii. W Polsce jest rzadki. Znajduje się na Czerwonej liście roślin i grzybów Polski. Ma status EN – gatunek wymierający. Od października 2014 r. znajduje się na liście gatunków grzybów podlegających ścisłej ochronie.
Rośnie na korze drzew i na mchach (grzyb mszakolubny).